# گریت تاتهم
گریت تاتهم (به انگلیسی: Great Totham) یک روستا و محله مدنی در بریتانیا است که در مالدون واقع شده‌است. گریت تاتهم ۲٬۹۳۰ نفر جمعیت دارد.